# The Trawlerman’s Song
The Trawlerman's Song – płyta EP nagrana przez Marka Knopflera i wydana w 2005 roku. Zawiera nagrania live piosenek z płyty Shangri-La.

## Lista utworów
1. "The Trawlerman's Song" (wersja albumowa) – 5:02
2. "Back to Tupelo" (live) – 4:32
3. "Song for Sonny Liston" (live) – 5:30
4. "Boom, Like That" (live) – 4:35
5. "Donegan's Gone" (live) – 2:59
6. "Stand Up Guy" (live) – 4:30